# Georgie!
Georgie! (яп. ジョージィ! Дзё:дзи!) — манга, написанная японским писателем Мэном Идзавой и проиллюстрированная известной художницей Юмико Игараси. Манга издавалась отдельными выпусками в журнале Shōjo Comic.
В 1983 году она была адаптирована в аниме-сериал Lady Georgie (яп. レディジョージィ Рэди Дзёдзи) телекомпанией Tokyo Movie Shinsha, премьера которого состоялась на телеканале TV Asahi. Сериал состоит из 45 серий.

## История
История разворачивается вокруг девочки по имени Джорджия, которая в один прекрасный день обнаружила, что она приёмная дочь. Сюжет строится вокруг поиска настоящей семьи Джорджии и любовным треугольником с её приёмными братьями.
Джорджия живёт в Австралии. Она обвиняется в смерти её приёмного отца. Он, как и её братья, очень сильно её любил. Однажды Джорджия обратила внимание, что все члены её семьи брюнеты, а она блондинка. Мачехе Джорджии не нравилось, что она живёт у них как родная, тогда она распространила новость, что Джорджия им приёмная. Золотой браслет был единственным ключом к прошлому Джорджии. Она также добыла информацию о её биологических родителях; они британцы. Её братья Абель и Артур отправились с Джорджией в Лондон чтобы найти её прошлое. Братья влюблены в неё со смешанными чувствами, что она им сестра, хоть и приёмная. У Джорджии была ещё одна цель путешествия, кроме встречи с родителями: она хотела найти свою пропавшую любовь, Лоуэлла, покинувшего Австралию. Вместе с братьями Джорджия узнаёт доброту и жестокость реального мира в Лондоне. Впоследствии она уступает своего любимого, Лоуэлла, его бывшей невесте и возвращается в Австралию. Приёмная мать Джорджии к тому времени умирает. Джорджи выходит замуж за своего старшего брата Абеля.

## Аниме

### Сэйю
- Джорджи: Юрико Ямамото
- Артур: Рэйко Китоу
- Абель: Эйко Ямада
- Кевин: Кёусукэ Маки
- Мать Джорджи: Миюки Уэда
- Королевская особа: Юдзи Мицуя
- Рассказчик: Кёко Эндо

### Авторы
- История: Мэн Идзава
- Иллюстрации: Юмико Игараси
- Сценарий: Хироси Канэко, Сэнито Асакура, Нобору Сирояма
- Художник-постановщик: Дзунзабуро Такахата
- Композитор: Такэо Ватанабэ

### Темы
- Начальная композиция: Wasurerareta Message (яп. 忘れられたメッセージ Wasurerareta Messēji) (Слова: Кадзуя Сэнкэ, составление: Такэо Ватанабэ, аранжировка: Нодзоми Аоки, исполнение: Юрико Ямамото)
- Завершающая композиция: Yasashisa o Arigatō (яп. やさしさをありがとう) (Слова: Мэн Идзава, составление: Такэо Ватанабэ, аранжировка: Нодзоми Аоки, исполнение: Юрико Ямамото)

### Песни в сериале
- Ai no Bracelet (яп. 愛のブレスレット Ai no Buresuretto) (Слова: Кадзуя Сэнкэ, составление: Такэо Ватанабэ, аранжировка: Нодзоми Аоки, исполнение: Юрико Ямамото)
- Ashita no Meguri Ai (яп. あしたのめぐり逢い) (Слова: Тоёхиса Араки, составление: Такэо Ватанабэ, аранжировка: Нодзоми Аоки, исполнение: Юрико Ямамото)
- Boomerang (яп. ブーメラン Būmeran) (Слова: Коуити Хино, составление: Такэо Ватанабэ, аранжировка: Такэо Ватанабэ, исполнение: Юрико Ямамото)
- Otōsan no Komori Uta (яп. 父さんの子守歌) (Слова: Мэн Идзава, составление: Такэо Ватанабэ, аранжировка: Нодзоми Аоки, исполнение: Юрико Ямамото)

## Список серий
| Номер | Название серии                             | Выход в эфир          |
| ----- | ------------------------------------------ | --------------------- |
|       |                                            |                       |
| 1     | Секрет браслета (腕輪の秘密)               | 9 апреля 1983 года    |
| 2     | Папа обещал (父さんの約束)                 | 16 апреля 1983 года   |
| 3     | Остров Лезард (トカゲ島のできごと)         | 23 апреля 1983 года   |
| 4     | Останься с нами (父さん、死んじゃいや！)   | 30 апреля 1983 года   |
| 5     | Закрыть ли дверь? (牧場を売らないで…)      | 7 мая 1983 года       |
| 6     | Мечта ребёнка (兄妹のすてきな夢)           | 14 мая 1983 года      |
| 7     | Браслет потерялся (なくなったブレスレット) | 21 мая 1983 года      |
| 8     | Сестра Кати (友だちはいじめっ子？)         | 28 мая 1983 года      |
| 9     | Другой Абель (おかしなアベル)              | 4 июня 1983 года      |
| 10    | С Днём рождения, мама! (母さんが笑った！)  | 11 июня 1983 года     |
| 11    | Неожиданный визит (思いがけないお客さま)   | 18 июня 1983 года     |
| 12    | Своя комната (今日から一人部屋)            | 25 июня 1983 года     |
| 13    | "" (アベルがやきもちをやいた!)             | 2 июля 1983 года      |
| 14    | "" (アベルの決意)                          | 9 июля 1983 года      |
| 15    | "" (じゃじゃ馬ベッキィ)                    | 16 июля 1983 года     |
| 16    | "" (ベッキィの誕生日)                      | 23 июля 1983 года     |
| 17    | "" (ラップのお嫁さん)                      | 30 июля 1983 года     |
| 18    | "" (アーサーの嘘)                          | 9 августа 1983 года   |
| 19    | "" (デザイナーになる？)                    | 13 августа 1983 года  |
| 20    | "" (さようならオーストラリア)              | 20 августа 1983 года  |
| 21    | "" (瞳の色は優しいブルー)                  | 27 августа 1983 года  |
| 22    | "" (お帰りなさいアベル)                    | 3 сентября 1983 года  |
| 23    | "" (その人の名は…ロエル)                   | 10 сентября 1983 года |
| 24    | "" (はじめてのキス!)                       | 17 сентября 1983 года |
| 25    | "" (ジョージィの隠された過去の秘密)        | 24 сентября 1983 года |
| 26    | "" (嵐の夜・愛をうちあけるロエル)          | 1 октября 1983 года   |
| 27    | "" (秘密を知った悲しみのジョージィ)        | 8 октября 1983 года   |
| 28    | "" (アベルとアーサー・二つの愛のかたち)    | 15 октября 1983 года  |
| 29    | "" (旅立ちの決心をするジョージィ)          | 22 октября 1983 года  |
| 30    | "" (ジョージィを追うアベル、そして母の死)  | 29 октября 1983 года  |
| 31    | "" (ちりぢりになってイギリスに向かう3人)   | 12 ноября 1983 года   |
| 32    | "" (船員ジョージィと夢見る少女キャサリン)  | 29 ноября 1983 года   |
| 33    | "" (ジョージィにかけられた恐ろしいワナ)    | 26 ноября 1983 года   |
| 34    | "" (再会する二人～ジョージィとロエル～)    | 3 декабря 1983 года   |
| 35    | "" (おばあちゃんの夢とロエルの涙)          | 10 декабря 1983 года  |
| 36    | "" (ジョージィを見つけたアベル!)           | 17 декабря 1983 года  |
| 37    | "" (ジョージィとの結婚に反対するアベル)    | 24 декабря 1983 года  |
| 38    | "" (忍びよるダンゲリング公爵の魔の手)      | 7 января 1984 года    |
| 39    | "" (王室舞踏会は危険がいっぱい!)           | 14 января 1984 года   |
| 40    | "" (脱出するロエルとジョージィ)            | 21 января 1984 года   |
| 41    | "" (大切な腕輪を売るジョージィ)            | 28 января 1984 года   |
| 42    | "" (ロエルのために必死に働くジョージィ)    | 4 февраля 1984 года   |
| 43    | "" (さよなら愛しいロエル)                  | 11 февраля 1984 года  |
| 44    | "" (父にめぐり会うジョージィ)              | 18 февраля 1984 года  |
| 45    | "" (心はブーメランのように)                | 25 февраля 1984 года  |